# Death Valley Days
Death Valley Days is een Amerikaanse western-anthologieserie met waargebeurde verhalen over het Amerikaanse Wilde Westen, meerbepaald Death Valley in het zuidoosten van Californië. Het programma, in 1930 bedacht door Ruth Woodman, werd tot 1945 op de radio uitgezonden. Van 1952 tot 1970 werd het een gesyndiceerde televisieserie, met herhalingen in 1975. De radio- en televisieversies samen maakten het programma tot een van de langstlopende westernseries in de geschiedenis van de Amerikaanse televisie.

## Verhaal
Death Valley Days was een van de eerste anthologieseries op de Amerikaanse televisie, met in elke aflevering andere personages en verhalen. De verhalen waren grotendeels gebaseerd op de legendes en overleveringen van Death Valley in Californië. De stijl varieerde per aflevering, van drama tot komedie. De meeste waren humaninterestverhalen over mijnwerkers en kolonisten.
Naarmate de serie langer op televisie bleef, begonnen de afleveringen zich te richten op vrijwel elk deel van het Amerikaanse Westen, niet alleen op Death Valley. De meeste afleveringen portretteerden gebeurtenissen aan het einde van de 19e eeuw, de hoogtijdagen van het Wilde Westen. Sommige afleveringen speelden zich echter af in een veel vroegere tijd, met name de Spaanse koloniale tijd, en een paar vertelden verhalen uit het begin van de 20e eeuw.
De serie werd gesponsord door de Pacific Coast Borax Company, een bedrijf dat borax ontginde in Death Valley. De presentator van het programma maakte vaak reclame voor de producten van het bedrijf.

## Rolverdeling
Elk van de 452 afleveringen van de televisieserie werd ingeleid door een presentator. De langstlopende was "The Old Ranger", een personage gespeeld door veteraanacteur Stanley Andrews van 1952 tot 1964.
Na het vertrek van Andrews verschenen alle volgende presentatoren onder hun eigen naam, te beginnen met Ronald Reagan, die ook in 21 afleveringen acteerde. Toen Reagan vertrok om zich kandidaat te stellen voor het gouverneurschap van Californië, werd hij opgevolgd door Robert Taylor. Net als Reagan verscheen Taylor als personage in enkele afleveringen van de serie. Taylor werd in 1969 ernstig ziek en werd na 69 afleveringen opgevolgd door Dale Robertson, de voormalige ster van twee andere westernseries, Tales of Wells Fargo en Iron Horse. Robertson was presentator en incidenteel acteur gedurende 23 afleveringen totdat de productie van nieuwe afleveringen in 1970 stopte.
In 1975 werd de show kortstondig herhaald, met countryzanger Merle Haggard als voice-over voor enkele eerder geproduceerde afleveringen.
Hoewel de verhalen in Death Valley Days duidelijk voorrang kregen boven de acteurs en actrices, verzamelde de serie gedurende zijn 18-jarig bestaan een indrukwekkende lijst aan sterren met veel gevestigde waarden zoals Cameron Mitchell, Jane Russell, Yvonne DeCarlo, Tony Martin, Ralph Bellamy, Jeffrey Hunter, Howard Keel, George Gobel, Forrest Tucker, Rory Calhoun, Gilbert Roland, Ronald Reagan en Robert Taylor, evenals nieuwkomers die al snel hun stempel zouden drukken, zoals Fess Parker, Angie Dickinson, James Franciscus, Anne Francis, Robert Blake, Ken Curtis, James Caan, Clint Eastwood, Bethel Leslie, Carroll O'Connor, DeForest Kelley, Robert Culp, David Janssen, Gavin MacLeod, Vic Morrow, Doug McClure, Mariette Hartley, Dabney Coleman en Jamie Farr.

## Afleveringen
| Seizoen | Afleveringen | Uitzenddatum VS   | Uitzenddatum VS | Zwart-wit / kleur        |
| Seizoen | Afleveringen | Begin             | Einde           | Zwart-wit / kleur        |
| ------- | ------------ | ----------------- | --------------- | ------------------------ |
| 1       | 18           | 1 oktober 1952    | 26 mei 1953     | zwart-wit                |
| 2       | 18           | 29 september 1953 | 17 juni 1954    | zwart-wit                |
| 3       | 18           | 24 september 1954 | 7 juni 1955     | zwart-wit                |
| 4       | 21           | 23 september 1955 | 15 juni 1956    | zwart-wit                |
| 5       | 17           | 14 september 1956 | 29 april 1957   | zwart-wit                |
| 6       | 25           | 30 september 1957 | 12 april 1958   | zwart-wit                |
| 7       | 33           | 29 september 1958 | 9 mei 1959      | zwart-wit                |
| 8       | 38           | 1 oktober 1959    | 24 juni 1960    | zwart-wit                |
| 9       | 30           | 24 september 1960 | 12 april 1961   | zwart-wit                |
| 10      | 26           | 2 oktober 1961    | 21 mei 1962     | zwart-wit                |
| 11      | 26           | 1 oktober 1962    | 26 april 1963   | 23 zwart-wit en 3 kleur  |
| 12      | 26           | 30 september 1963 | 5 mei 1964      | 16 zwart-wit en 10 kleur |
| 13      | 26           | 1 oktober 1964    | 6 mei 1965      | kleur                    |
| 14      | 26           | 30 september 1965 | 5 mei 1966      | kleur                    |
| 15      | 26           | 2 september 1966  | 21 juni 1967    | kleur                    |
| 16      | 26           | 7 oktober 1967    | 17 mei 1968     | kleur                    |
| 17      | 26           | 27 september 1968 | 11 juni 1969    | kleur                    |
| 18      | 26           | 2 oktober 1969    | 24 april 1970   | kleur                    |

## Prijzen en nominaties
| Jaar | Prijs                         | Categorie                        | Genomineerde                                                         | Resultaat   |
| ---- | ----------------------------- | -------------------------------- | -------------------------------------------------------------------- | ----------- |
| 1953 | Billboard TV Film Show Awards | Best Western TV Film Program     | Death Valley Days                                                    | Gewonnen    |
| 1953 | Freedoms Foundation           |                                  | Ruth Woodman (aflevering "The Land of the Free")                     | Gewonnen    |
| 1955 | Emmy Award                    | Best Western or Adventure Series | Death Valley Days                                                    | Genomineerd |
| 1961 | Western Heritage Awards       | Best Factual Television Program  | Ruth Woodman en Nat Perrin (aflevering "The Great Lounsberry Scoop") | Gewonnen    |